# Vác
Vác (ungerskt uttal: [ˈvaːt͡s], tyska: Waitzen, slovakiska: Vacov) är en stad i provinsen Pest i Ungern. Staden har 32 927 invånare (2021), på en yta av 61,60 km². Den ligger cirka 35 kilometer norr om Budapest, på floden Donaus östra flodbank.